# Île de Cortegada
L' Île de Cortegada, (en espagnol Isla de Cortegada  et en galicien Illa de Cortegada), est une île située dans l'estuaire de la commune galicienne de Vilagarcía de Arousa, en Espagne.

## Description
C'est la plus grande d'un archipel qui, outre Cortegada, la plus grande île, compte d'autres groupes d'îles, comme les îles Malveiras ou les îles Briñas. Cortegada, avec les deux groupes d'îles mentionnés ci-dessus, fait partie du Parc national des Îles Atlantiques de Galice. Elle est reliée à marée basse à Carril, par une chaussée à marais appelée Camino del Carro,.
Elle est située à l'intérieur de l'estuaire d'Arosa, presque dans l'estuaire de la rivière Ulla, dans la paroisse de Santiago de Carril, séparé de la côte la plus proche par un canal de 189 m de large qui est un grand banc de sable transformé il y a des siècles en un vivier de coquillages où est cultivée la célèbre palourde de Carril, qui a une appellation d'origine.
Elle a une superficie de 54 ha de territoire presque plat (son point culminant est à 22 m de hauteur). Cette orographie favorise la formation d'étangs et de petites lagunes qui atteignent une certaine taille en hiver. Son seul cours d'eau est le petit ruisseau qui coule de la fontaine située à côté de l'ancien monastère de l'île. La pointe Fradiño est très intéressante, car c'est un point où les courants se rencontrent, formant un biotope avec une multitude d'espèces de mollusques, crustacés et des poissons, car il y a une épave romaine sur ce même point.
La forme de l'île est presque rectangulaire, avec un long affleurement rocheux faisant saillie vers le nord. Elle possède quelques plages et deux petites collines couvertes d'une flore abondante ; la plus grande forêt de lauriers (Laurus nobilis) de la péninsule ibérique, de pins maritimes (Pinus pinaster) et d'autres végétaux.

## Histoire
Jusqu'au début du XXe siècle, l'île possédait un village de colons qui travaillaient ses terres : il est situé à côté de la petite jetée, dans la partie sud de l'île, et aujourd'hui les vestiges des maisons peuvent encore être vus parmi la végétation luxuriante. Dans la partie ouest de Cortegada, il reste encore les ruines d'un riche manoir construit à la fin du XIXe siècle. On y trouve également des vestiges de nombreuses écuries et de quelques puits.

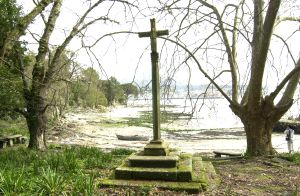
La croix qui se dresse devant l'ancien monastère de Cortegada, à côté du littoral de l'île.

Mais le bâtiment le plus remarquable est celui des vestiges relativement bien conservés de l'ancienne église du monastère du prieuré de Cortegada, dont il reste également quelques vestiges. Devant l'église se trouve une magnifique croix. Des pèlerinages très populaires avaient lieu dans cette église chaque 25 mars et 15 septembre. Les vestiges d'un hôpital construit en 1652 et utilisé plus tard comme lazaret sont également conservés.